# زرتشت از دیدگاه آیین‌های دیگر
زرتشت از دیدگاه آیین‌های دیگر در هیچ‌یک از منابع اسلامی و همچنین در انجیل و تورات، از شخص زرتشت و کتاب اوستا ذکری به میان نیامده است و هر جا از دین کهن ایران نامی به میان آمده به لفظ مجوس اکتفا شده‌است. قدیمی‌ترین مدرکی که نامی از مجوس در آن برده شده، کتاب ارمیای نبی است که در آنجا از نفوذ و مقام مجوسیان در دستگاه بخت‌النصر یاد شده‌است. در منابع مسیحی هم در انجیل متی از چند نفر از مجوسان یاد شده که در مشرق ستاره‌ای می‌دیدند و بر اثر آن به اورشلیم جهت دیدار مسیح که تازه متولد شده بود شتافتند و گفتند: کجاست آن مولود که پادشاه یهود است… در آنجا از طرز ایمان آوردن مجوسیان به عیسی سخن رفته‌است. در کتاب قاموس کتاب مقدس شرحی در ذیل واژهٔ مجوس آورده شده که از اهمیّت و نفوذ مغان در بسیاری مناطق به ویژه فلسطین حکایت می‌کند.

## از دیدگاهاسلام
اسلام، به‌روشنی ایمان به پیامبران گذشته را هم‌ارز ایمان به پیامبر اسلام دانسته‌است، زرتشت هم پیامبری الهی شناخته شده‌است. چنان‌که در قرآن سورهٔ حج آیهٔ ۱۷، زرتشتیان را مجوس نامیده‌است و در ردیف پیروان ادیان آسمانی آورده‌است.
مسلماً کسانی که ایمان آورده‌اند از یهود و صابئی و نصاری و مجوس، و کسانی که از مشرکان اند، خداوند در میان آنان روز قیامت داوری می‌کند، خداوند بر هر چیز گواه است.
در این آیه، مردم به سه فرقه تقسیم شده‌اند:
1. مؤمنان (مسلمانان).
2. اهل کتاب: یهودیان، مسیحیان، صابئیان و مجوسیان.
3. مشرکان.

این سه فرقه با ذکر اسم موصول «الّذین» از هم جدا شده‌اند؛ ولی چهار گروه اهل کتاب با حروف وصل «و» به هم پیوسته‌اند؛ بنابراین «مجوس» از مشرکان مجزا شده و در ردیف یهودی، نصاری و صابئی قرار گرفته‌است.
در قرآن کلمهٔ مجوس به عنوان دین آمده‌است. همچنین در برخی احادیث اسلامی از زرادشت به عنوان پیامبر مجوس نام برده شده‌است. بنابر این، از دیدگاه اسلام، زرتشت پیامبری از جانب خداوند است که دارای کتاب آسمانی بوده‌است. مسلمانان باور دارند که آموزه‌های اصیل زرتشت به مرور زمان دستخوش تحریف شد و توحید زرتشت به شرک تبدیل گشت، دستورهای آن از خرافات و اباطیل پر شد و در مسیر سود طبقات حاکم جامعه قرار گرفت.
آیهٔ دیگری هم در قرآن هست که هر چند به‌طور صریح در آن از مجوس نام برده نشده ولی طبق شأن نزول که نقل گردیده، آیه دربارهٔ «مجوس» می‌باشد.
از آنجایی که بیشتر مجوسیان و یهودیان مقیم بحرین، عمان و یمن پرداخت جزیه را بر قبول اسلام ترجیح داده بودند و مأموران هم طبق میل آنان به اخذ جزیه اکتفا می‌نمودند، این امر باعث شده بود، منافقان پشت سر پیغمبر حرفهای ناروایی بزنند؛ مثلاً می‌گفتند جایی که فقط یهود و نصاری اهل کتابند، به چه دلیل پیغمبر با مجوس مانند آن دو فرقه رفتار می‌کند؟ در همین موقع آیه: «یا ایُّهَا الّذینَ‌آمَنُوا عَلَیْکُمْ انفسَکُمْ لا یَضُرُّکُمْ مَنْ ضَلَّ اِذا اهتَدَیْتُمْ…» از طرف خداوند به پیغمبر اکرم ابلاغ شد: ای اهل ایمان، شما ایمان خود را محکم نگاه دارید اگر همهٔ عالم گمراه شوند و شما به راه هدایت باشید زیانی از کفر آنها به شما نخواهد رسید.
در شأن نزول این آیه از ابن‌عباس روایت شده که پیامبر خدا مجوسیان هجر (بحرین قدیم) را به پرداخت جزیه واداشت. مخالفان عرب گفتند: در شگفتیم از محمد که گمان می‌کند خدا او را به رسالت گماشته‌است تا با همهٔ مردم جنگ کند و آنان را به دین اسلام آورد وی جزیه را جز از اهل کتاب نمی‌پذیرفت؛ چرا با مشرکان هجر (بحرین قدیم) مانند مشرکان عرب نمی‌کند؟ پس خداوند این آیه را فرستاد یعنی شما را سرزنش، ملامت کنندگان زیان نمی‌رساند اگر در راه حق باشید.
برخی مفسران همانند ابن کثیر آیین زرتشت را در زمره کفر دانسته‌اند، و این اعتقاد امروزه در میان برخی از مسلمانان همچنان رواج دارد.

## از دیدگاهآیین مانی
آیین مانی زرتشت را از گروه پیامبرانی مانند بودا و عیسی می‌دانست، که مانی خود برترین شان بود. دوگانه‌انگاری اخلاقی زرتشت، که جهان را در جنگی میان نیروهای بدی و بِهی می‌نُمود، به آیین مانی نیز راه یافته‌است. آیین مانی آموزه‌های دیگری را نیز از مزدیسنا وام گرفته‌است، هرچند بیش‌تر شان یا از آموزه‌های خود زرتشت نیستند یا کاربرد شان در آیین مانی با کاربرد شان در مزدیسنا بسیار متفاوت است.